# Roman Fjodorowitsch Fuhrmann
Roman Fjodorowitsch Fuhrmann (russisch Роман Фёдорович Фурман; * 1784; † 1851 in St. Petersburg) war ein russischer Finanzpolitiker.

## Leben
Fuhrmanns Vater Friedrich Anton Fuhrmann war nach 1750 aus Kursachsen nach Russland gekommen und verwaltete als Agronom die Ländereien von Großgrundbesitzern. Er heiratete die Schwester des Senators Fjodor Iwanowitsch Engel Emilija Engel, mit der er vier Söhne und drei Töchter bekam und die nach der Geburt der jüngsten Tochter Anna 1791 starb. Der Vater heiratete dann Sofja Ljubimowna Gildenbrant, mit der er den Sohn Andrei und die Tochter Natalja bekam.
Fuhrmann absolvierte das St. Petersburger Bergbau-Kadettenkorps (Abschluss 1798) und kam dann zum St. Petersburger Zoll. 1801 wurde er Schreiber in der Kanzlei des Staatsrats. 1804 wurde er Kanzleichef des Gouverneurs des Militär-Gouvernements Feodossija. 1810 folgte die Ernennung zum Kollegienrat (6. Rangklasse) und Direktor des Finanzkontors Feodossija.
1818 wurde Fuhrmann Staatsrat (5. Rangklasse) und Direktor in der neuen Staatlichen Handelsbank (seit 1860 Staatsbank des Russischen Reiches) in St. Petersburg. 1819 wurde er erster Geschäftsführer des Kontors der Staatlichen Handelsbank in Odessa. 1824 wurde Fuhrmann Vizedirektor des Departements für Außenhandel des Finanzministeriums in St. Petersburg. 1826 folgte die Ernennung zum Wirklichen Staatsrat (4. Rangklasse).
1831 wurde Fuhrmann Mitglied der provisorischen Regierung des Königreichs Polen in Warschau. Ab 1832 war er Chefdirektor und Vorsitzender der Regierungskommission für Finanzen und Kassenwesen sowie Mitglied des Verwaltungsrats. 1833 wurde er Geheimer Rat (3. Rangklasse). 1838–1840 war er Vorsitzender des Staatsrats des Königreichs Polen.
1845 wurde Fuhrmann Senator und Vorsitzender in der Allgemeinen Versammlung der Warschauer Departements des Regierenden Senats. 1847 schied er auf eigenen Wunsch wegen mangelnder Gesundheit aus dem Dienst.
Der Finanzpolitiker Eduard Theodor Pleske und der Zoologe Theodor Pleske waren Großneffen Fuhrmanns.

## Ehrungen
- Orden des Heiligen Wladimir  II. Klasse
- Kaiserlich-Königlicher Orden vom Weißen Adler
- Russischer Orden der Heiligen Anna I. Klasse
- Sankt-Stanislaus-Orden I. Klasse
- Alexander-Newski-Orden (1840)[4]